# Martin Bröffel
Martin Bröffel (* 28. Juni 1853 in Lage (Lippe); † 30. Dezember 1905 in Detmold) war ein deutscher Landgerichtsrat und Mitglied des Landtags Lippe.

## Leben
Martin Bröffel wurde als jüngster Sohn des Uhrmachers August Bröffel und dessen Ehefrau Dorothe geboren. Nach einem Studium der Rechtswissenschaften war er zunächst Auditor in Schötmar und Gerichtsassessor, bevor er 1883 Richter am Amtsgericht Bad Salzuflen wurde. 1884 wechselte er zum Landgericht Detmold und war dort bis zu seinem Tod als Richter tätig. 1892 erhielt er die Ernennung zum Landgerichtsrat und ein Mandat für den Landtag in Lippe, gewählt in der 1. Klasse (höchstbesteuerte Bürger).

### Auszeichnungen
- Lippischer Hausorden Ehrenkreuz I. Klasse